# Rinitis
La rinitis es una inflamación de la mucosa de revestimiento de las fosas nasales, caracterizada clínicamente por congestión nasal, rinorrea, estornudos, picor nasal y/o secreción posnasal, produciendo normalmente la sensación de falta de aire por una o las dos fosas nasales.

## Tipos
Existen dos grandes tipos generales, la que dura un corto periodo de tiempo o la crónica, cuando los síntomas persisten más de seis meses.

### Alérgica
Se subclasifica en estacional o perenne. Y según el tipo de glóbulos blancos alterados, puede ser: eosinófila, neutrófila o mastocitaria.

### Infecciosa
Por resfriado vírico o bacteriano.

### Vasomotora
Es el resultado de cambios en el funcionamiento de los vasos sanguíneos en la mucosa nasal. Los síntomas pueden agravarse en respuesta a ciertos factores desencadenantes, como cambios en la temperatura, humedad, irritantes químicos o alimentos picantes. Algunas personas también pueden experimentar síntomas en respuesta al estrés emocional.

### Medicamentosa
Está causada por medicamentos vasoconstrictores nasales como la nafazolina, la fenilefrina, la oximetazolina y derivados, obtenibles sin receta médica, con marcas comerciales como Respibien, Utabon, Respir, VicksInhalador, Antirrinum, Couldespir, Cuvenax, Friresp, Nasolina, Nebulicina, Nuerel, Oximetazolina Edigen o Sinexsensi. Estos medicamentos, normalmente en formato de spray, solo deben usarse durante un periodo de 3-5 días como máximo, pues pueden producir efecto rebote, es decir, que la congestión nasal una vez pasado el efecto sea peor. Por esto, muchas veces se consideran adictivos, pues los pacientes quieren usarlos cada vez más, sin ser conscientes de que pueden empeorarles los síntomas.

### Hormonal
Consecuencia de hipertiroidismo o embarazo.

### Hipertrófica
La mucosa de los cornetes nasales es como una esponja o cuerpo cavernoso, como el pene, que se llena de sangre y puede hincharse en exceso, produciendo lo que se conoce como hipertrofia de cornete. También está asociada a la existencia de tumores o pólipos. Esto quiere decir que los senos paranasales se inflaman por la presencia de pólipos, llegando incluso a obstruir los meatos, es decir, los orificios que comunican los senos con los cornetes nasales, por donde les entra el aire. Los pólipos aparecen en la prueba de imagen con forma de gota de agua o uva.

### Atrófica
Causada por el adelgazamiento de la mucosa nasal, es decir, el cuerpo cavernoso que recubre los cornetes nasales y por el que fluye la sangre, pudiendo afectar al hueso subyacente. Entre los síntomas, además de los generales, se encuentran el sangrado nasal frecuente, la sequedad, la descamación, la disminución del olfato, el mal aliento y/o picor en la nariz.

### Física
Causada por exposición al humo del tabaco, la contaminación del aire, cambios en la temperatura o la humedad del aire, irritantes químicos o polvo en el ambiente.

### Mecánica
Generada por malformaciones, tabique desviado o cuerpos extraños. A veces, la desviación del tabique produce una hipertrofia compensatoria del cornete del lado contrario.

## Fisiopatología

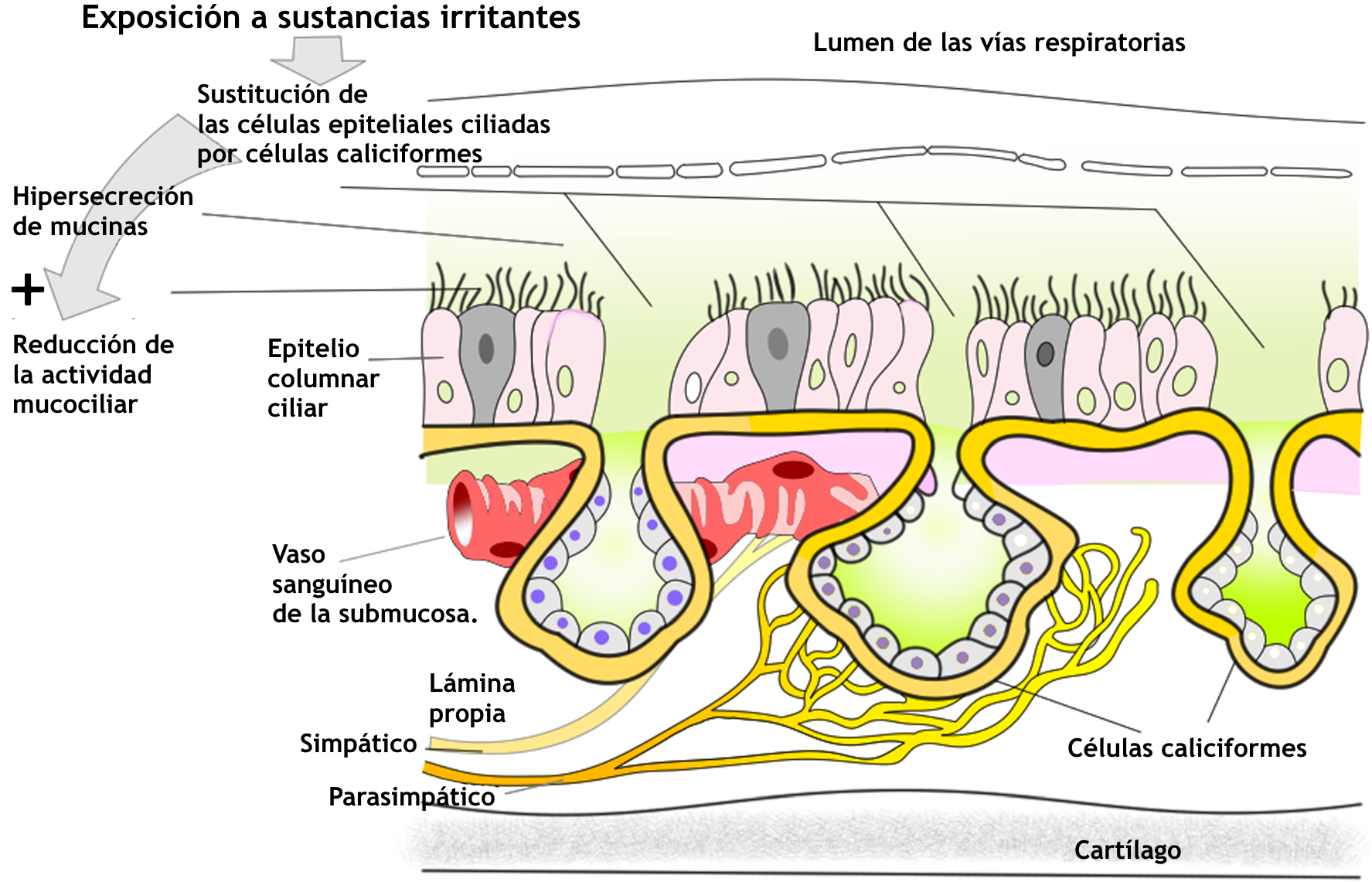
Cambios patológicos en la rinitis no alérgica

Los cambios patológicos más destacados que se observan son la metaplasia epitelial de las vías respiratorias nasales, en la que las células caliciformes sustituyen a las células epiteliales columnares ciliadas en la mucosa nasal, lo que provoca una hipersecreción de mucina por parte de las células caliciformes y una disminución de la actividad mucociliar. La secreción nasal no se elimina adecuadamente, lo que provoca manifestaciones clínicas de congestión nasal, presión sinusal, goteo posnasal y dolor de cabeza. La sobreexpresión de los canales iónicos de potencial receptor transitorio (TRP), como TRPA1 y TRPV1, puede estar implicada en la patogenia de la rinitis no alérgica. 

## Síntomas
Los síntomas usuales son picor nasal, producción de moco acuoso y líquido además de estornudos frecuentes. Si el médico explora el interior de las fosas nasales podrá observar que la mucosa de los cornetes está enrojecida, inflamada o con una coloración violácea muy característica. La inflamación produce enrojecimiento en la garganta.
Uno de los síntomas más característicos es que la rinitis empeora al estar tumbado y el malestar es mayor por la noche y al despertar que hacia la tarde, empeorando la calidad del sueño. Esto se produce porque al estar de pie la sangre se ve afectada por la fuerza de la gravedad de cabeza a pies, mientras que al estar tumbado la gravedad actúa de lado anterior a posterior al suelo.
El paciente suele presentar, además, los ojos congestionados, que escuecen y lagrimean con profusión. Puesto que toda la mucosa de la nariz está congestionada, el paciente no puede respirar libremente y con facilidad, por lo que no es de extrañar que la mucosa de los senos maxilares y frontales esté también congestionada. Ello podrá favorecer las sinusitis, afecciones muy habituales en estos pacientes, que les provocan frecuentes dolores de cabeza, malestar general y, dependiendo de la persona, cambios de carácter e irritabilidad.
La rinitis alérgica se manifiesta también con estornudos frecuentes, flujo nasal transparente acuoso y lagrimeo constante. Todos estos síntomas aparecen sobre todo en las mañanas, lo que hace que disminuyan las actividades diarias de las personas, provocando malestares, comúnmente confundidos con un resfriado simple, aunque se diferencia de un resfriado porque este viene acompañado de fiebre y temperaturas y no va más allá de una o dos semanas.
Las alergias y la fiebre del heno a menudo son hereditarias. Si ambos padres sufren de esto, usted también es propenso a padecerlas. La probabilidad es mayor si es la madre quien tiene las alergias. De igual manera, es posible un contagio entre pacientes terceros que la padecen.
Para estos casos, la especialista nos aconseja a consultar con un médico ante eventuales dudas. Con la ayuda de un examen físico y de laboratorio se podrá diagnosticar ambas enfermedades. Una rinitis alérgica no tratada hace más probable el contagio, especialmente por el contacto constante de las manos con las mucosas oculares y nasales, por eso en primavera los pacientes con alergia estacional deben realizar un control de sus síntomas.
En casos de rinitis crónica, existen además problemas de cansancio, irritabilidad, depresión y problemas de concentración.

## Tratamiento
El tratamiento de elección se establece en función de la etiología de la enfermedad:
- En las rinitis inducidas por fármacos, especialmente en tratamientos antihipertensivos, es preciso cambiar la medicación. La rinitis medicamentosa puede estar superpuesta o agravar a otra rinitis. El tratamiento debe iniciarse con corticoides. En la rinitis no alérgica, el tratamiento debe ir dirigido a la causa, si la etiología es evidente, y asociarse a un tratamiento sintomático. Para la obstrucción nasal el tratamiento de elección lo constituyen los corticoides nasales, siendo a veces necesario asociarlos en periodos cortos de 3 a 7 días a descongestionantes nasales tópicos u orales, así como el uso de antisépticos nasales.[16]
- En las rinitis atróficas se aconseja lavados nasales y aplicación tópica de lubricantes. Además, se debe determinar si el paciente toma alguna medicación que pueda causar sequedad de mucosas.
- Las rinitis hormonales requieren el tratamiento de la patología causante. En los casos en que hay pólipos nasales el tratamiento es con corticoides tópicos y en episodio cortos corticoides sistémicos. En caso de mala evolución está indicado el tratamiento quirúrgico, seguido de corticoides tópicos.
- En rinitis nasales asociadas en ocasiones a un episodio corto de corticoides orales. En la rinitis vasomotora el tratamiento de elección son los corticoides tópicos, siendo a veces necesario valorar la utilización en periodos cortos de descongestionantes nasales, de tres a cinco días, o de bromuro de ipratropio en caso de rinorrea no controlada.[17]

En todos los casos de rinitis las guías clínicas recomiendan el empleo de lavados nasales, tanto en población pediátrica como adulta, para un mejor control de síntomas y como terapia adyuvante a otros medicamentos, posicionándose en las rinitis crónicas como tratamiento de primera elección.
Por otro lado, la inmunoterapia sublingual ha demostrado ser un tratamiento efectivo en niños con rinitis y asma causadas por sensibilización a alérgenos estacionales (como la alergia al polen) y actualmente su uso en varios países europeos supera al de la inmunoterapia subcutánea clásica. En el caso de las sensibilizaciones provocadas por alérgenos perennes (que se manifiestan durante todo el año, tales como la alergia a los ácaros del polvo, pelo de animales, etcétera), las pruebas científicas no son concluyentes, y se precisan más estudios para demostrar la eficacia de la inmunoterapia sublingual.
La inmunoterapia con alérgenos, administrada tanto por vía subcutánea como por vía sublingual, está absolutamente contraindicada en niños menores de dos años, personas con asma incontrolada o mal controlada, pacientes con enfermedades autoinmunes activas y enfermos de sida. Asimismo, está absolutamente contraindicado su inicio durante el embarazo, pero podría continuarse un tratamiento preexistente bien tolerado, con precaución y bajo supervisión médica. En niños con edades comprendidas entre los dos y los cinco años, la inmunoterapia con alérgenos solo está indicada en casos concretos.